# استودان خربل
استودان خربل مربوط به دوره ساسانیان است و در شهرستان گچساران، بخش مرکزی، دهستان امامزاده جعفر، روستای خریل، ۲ کیلومتری جنوب شرق روستا واقع شده و این اثر در تاریخ ۱۳ آبان ۱۳۸۶ با شمارهٔ ثبت ۱۹۷۵۴ به‌عنوان یکی از آثار ملی ایران به ثبت رسیده است.